# Climat subtropical humide

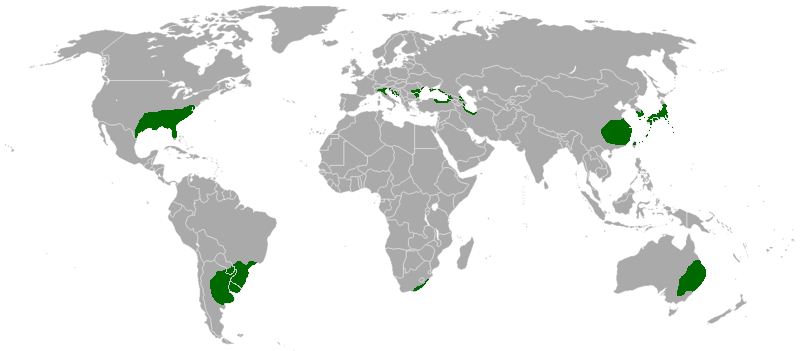
Climat subtropical humide.

Le climat subtropical humide, selon la classification de Köppen (Cfa et Cwa), est une zone climatique tempérée caractérisée par des étés chauds et moites (température moyenne du mois le plus chaud supérieure à 22 °C). Ses hivers, sont en revanche variables selon la latitude et peuvent aller de très frais (température moyenne minimale du mois le plus froid de −3 °C) à très doux (température moyenne maximale du mois le plus froid de 18 °C), avec ou sans saison sèche. Les masses d'air étant caractérisées par des flux méridiens, les températures peuvent augmenter ou chuter très brutalement (excepté en été).
Le terme « humide » renvoie au fait que le total des précipitations est souvent supérieur à 1 000 mm par an, avec un maximum en été, ressenti tant dans le taux d’humidité de l'air et des sols que dans l’abondance de la végétation.
Situé sur les façades orientales des continents entre les 25e et 45e latitudes, il constitue une transition entre le climat continental au nord par la possibilité de ses coups de froid en hiver et le climat tropical au sud (dans l’hémisphère nord) par la moiteur de ses étés et ses phénomènes violents (orages, tornades, typhons, ouragans).

## Appellations et classifications

### Désignations particulières
Selon les régions, les zones peuvent être proches du climat continental, sans réelle transition avec le climat océanique et connaitre des hivers assez froids (exemples de Washington, du Nord de la Virginie, de la région de Shanghaï). À l'opposé, les régions les plus proches du climat tropical (exemples de la Louisiane, du nord de la Floride, du sud de la Chine) possèdent des caractères tropicaux (hivers très courts et très doux, végétation luxuriante). 
Les termes de climat chinois, climat pontique, cantonais, tempéré humide chaud ou encore climat de façade orientale, bien que non officiels, sont ainsi parfois utilisés lorsqu'on fait référence à une zone plus particulière.
Outre la classification initiale basique de Köppen, Trewartha a proposé d'affiner celle-ci en affirmant que ce climat peut être qualifié de subtropical, mais uniquement lorsque 8 mois sont supérieurs à 10 °C de moyenne. De plus, selon certaines sources, il s'avèrerait que Köppen lui-même aurait spécifié de manière informelle qu'il faudrait au moins 4 mois supérieurs à 20 °C de moyenne pour que ce climat puisse être qualifié de subtropical. 
De manière générale, l'ensemble des façades orientales des continents connaissent ce type de climat, mais aux latitudes plus élevées (là où moins de 8 mois dépassent 10 °C de moyenne), le climat est dit continental humide à été chaud, marqué par des cumuls plus importants de neige en hiver, des étés un peu moins chauds et un peu moins humides (New York, Niigata). 
On retrouve des îlots subtropicaux humides en Europe de l'Ouest et de l'Est (Milan, Turin, Grenoble, Toulouse, Vic, Gerone, Barcelone, Pescara, Split, Podgorica, Tirana), sur le pourtour de la mer Noire (Crimée, Batoumi, Dobroudja, Bourgas, Sinope, Sotchi) et à l'ouest de la mer Caspienne (Lankaran, Rasht).

### Zones de vie de Holdridge
Dans la classification de Holdridge, les climats subtropicaux humides regroupent plus ou moins les climats Cfa et Cwa les plus chauds ainsi que les climats tropicaux humides (Aw, Am et Af) les moins chauds, définis par Köppen.
Selon la classification des zones de vie Holdridge (en), les climats subtropicaux ont une biotempérature moyenne annuelle comprise entre 16 et 18 °C (fluctue selon les régions du monde) et 24 °C. La biotempérature est basée sur les températures favorables à la croissance des plantes, c'est-à-dire les températures comprises entre 0 et 30 °C. La biotempérature est donc égale à la moyenne de toutes les températures, avec cependant toutes les températures en dessous de 0 °C ou au-dessus de 30 °C, corrigées à 0 °C. Le segment 16 °C-18 °C sépare deux groupes physiologiques majeurs de plantes évoluées et les climats subtropicaux des climats tempérés. Au-dessus du segment 16 °C-18 °C, la majorité des plantes sont sensibles aux basses températures. Elles peuvent mourir à cause du gel car elles ne sont pas adaptées aux épisodes de froid. En deçà de ce segment 16 °C-18 °C, l'ensemble de la flore est adapté pour survivre à des périodes de basses températures de durée variable soit sous forme de graines dans le cas des plantes annuelles soit sous forme de plantes pérennes qui supportent le froid. On simplifie souvent ce segment 16 °C-18 °C à une ligne 17 °C (= 2 (log 212 + 0,5) ≈ 16,97 °C), appelée ligne de gel ou ligne de température critique,.
Les climats subtropicaux selon Holdridge sont humides (voire perhumides or superhumides) lorsque le ratio évapotranspiration potentielle annuelle moyenne / Précipitation annuelle moyenne est inférieur à 1,. Cela signifie qu'en moyenne annuelle, les précipitations sont toujours supérieures à l'évapotranspiration.

## Caractéristiques
La définition de Köppen (Cwa et Cfa) pour un tel climat donne un mois le plus froid avec des températures moyennes au-dessus de - 3 °C dans la définition originale et au-dessus de 0 °C dans la version modifiée (Köppen-Geiger) et un mois le plus chaud avec des températures supérieures à 22 °C (Köppen a). Les deux types se différencient par la répartition des précipitations : le Cwa présente une sécheresse hivernale et des étés très arrosés (critère pour le w : P du mois hivernal le plus sec < 1/10 du mois le plus humide), il s'agit en fait soit d'un climat subtropical sous influence de la mousson, soit d'un climat tropical de mousson d'altitude, tandis que pour le Cfa les précipitations sont bien réparties tout au long de l'année (critère pour le f: pas de sécheresse hivernale ni estivale, P du mois hivernal le plus sec > 1/10 du mois le plus humide et P du mois estival le plus sec > 40 mm ou > 1/3 du mois hivernal le plus humide).
Selon la définition d'Holdridge, les hivers des climats subtropicaux sont plus doux que ceux définis par Köppen puisqu'ils correspondent à des régions où le gel est rare et donc les épisodes de froid peu marqués.

### Températures
De façon générale les hivers sont frais, mais il est possible d'avoir des invasions d'air polaire apportant de brusques mais éphémères coups de froid. L'été est torride, sous l'influence des masses d'air tropicales.
En effet les masses d'air se caractérisent par des flux méridiens, ce qui explique que, excepté en été où la météo constamment sous l'empire de la moiteur tropicale, les températures peuvent augmenter ou chuter très brutalement (parfois 20 à 30 °C d'écart en quelques heures en cas de changement de masse d'air).

### Précipitations
En général, les précipitations sont importantes tout au long de l'année (souvent supérieures à 1 000 mm par an), atteignant leur maximum en été, et dans les zones les plus au nord, il est possible d'avoir de la neige en hiver. L'amplitude thermique annuelle est donc relativement importante. Toutes les régions de climat subtropical, sauf celles européennes et le sud-est du Brésil, sont touchées par des tempêtes et des cyclones tropicaux associés à ces précipitations.

## Végétation

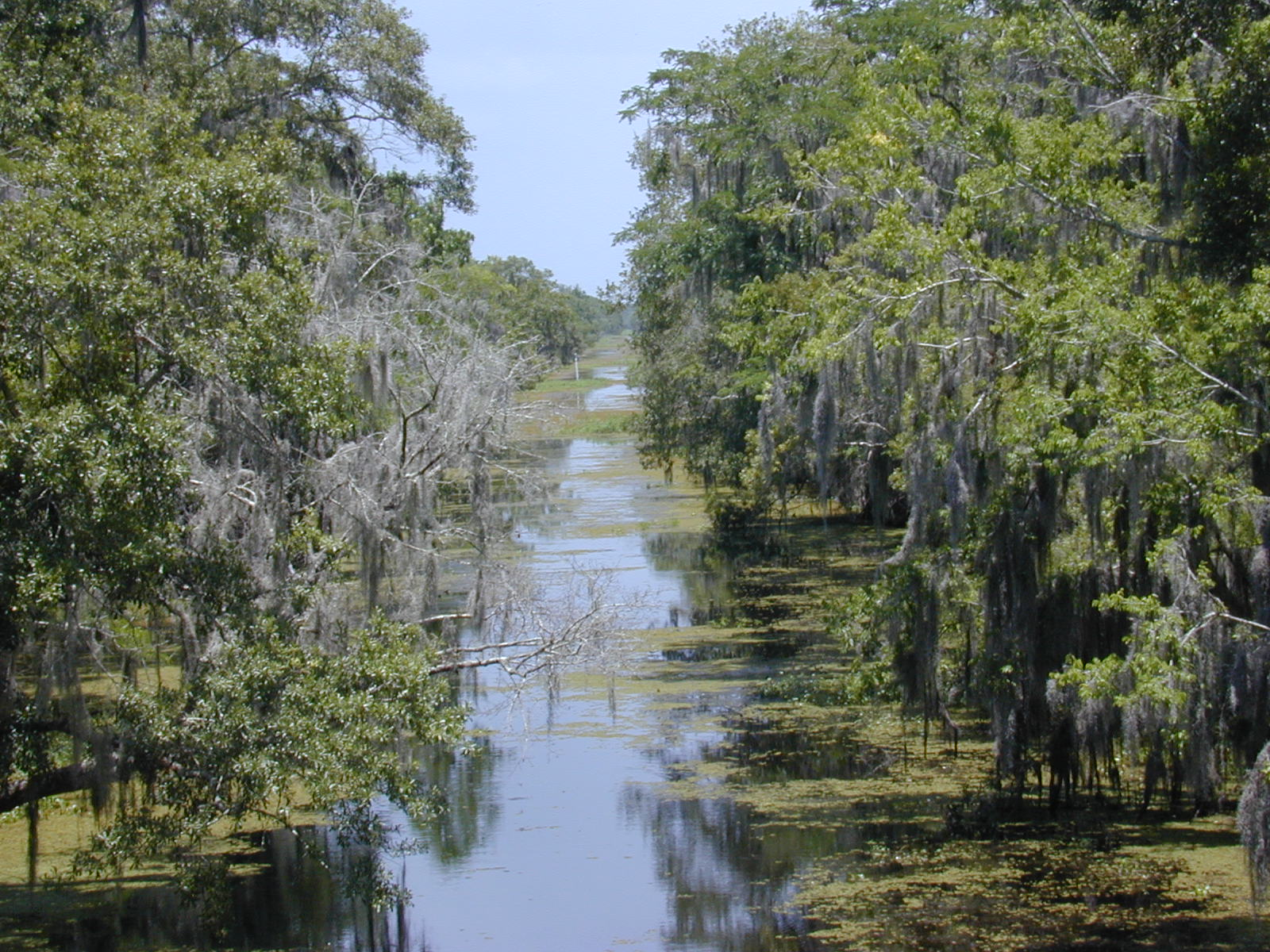
Paysage de bayou en Louisiane.

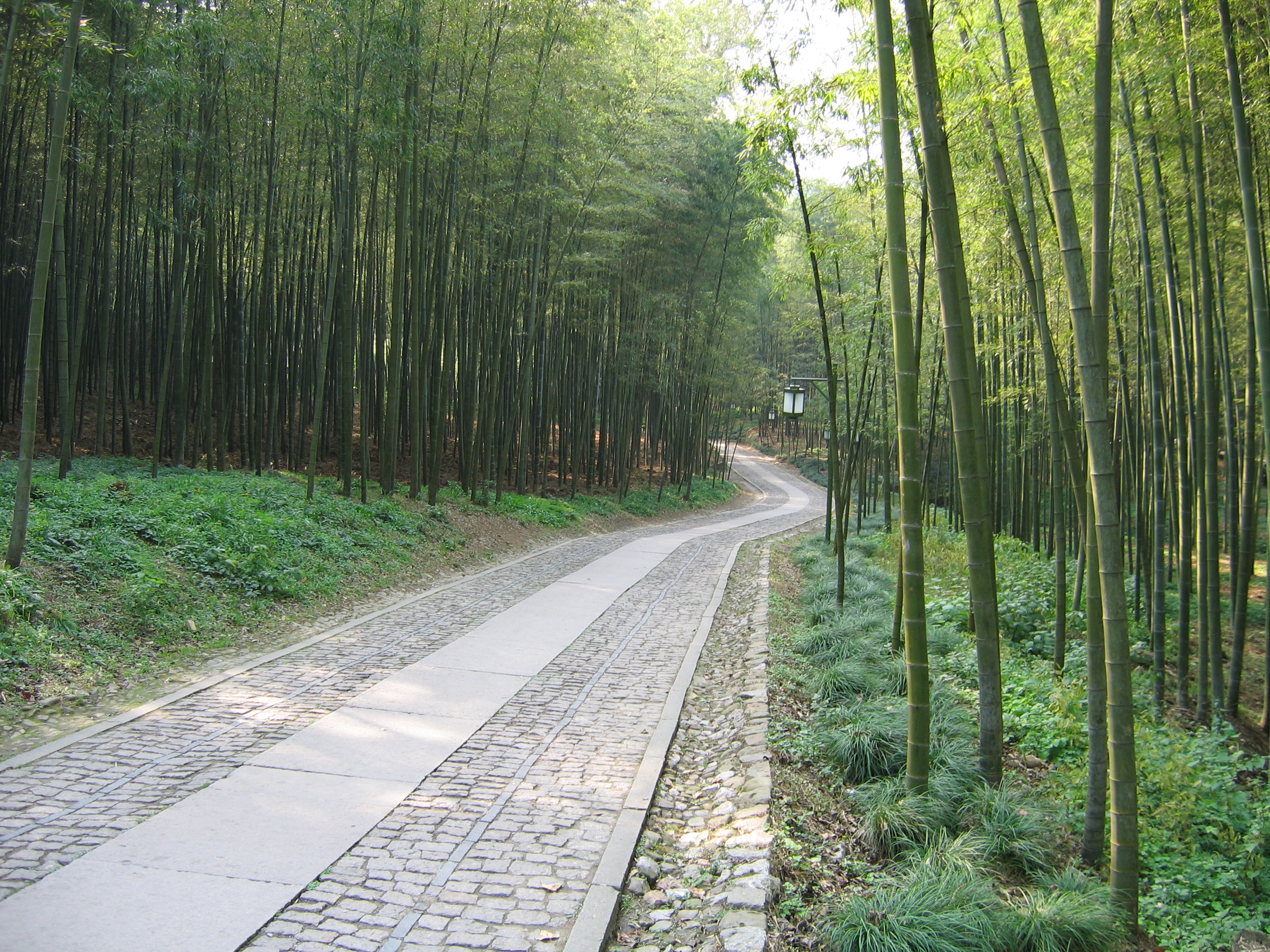
Forêt de bambous en Chine.

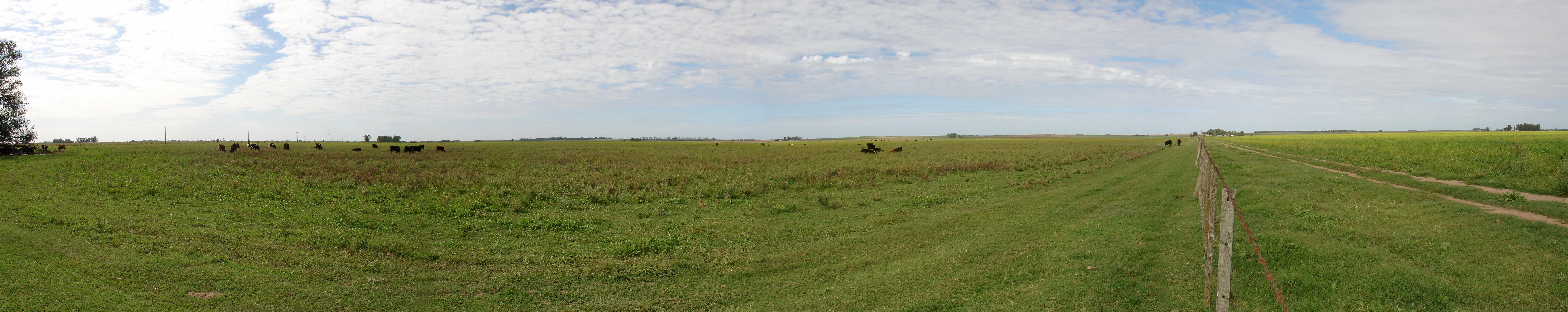
Paysage de pampa en Argentine.

Les végétations associées au climat subtropical humide sont liées aux influences tempérées et tropicales. 

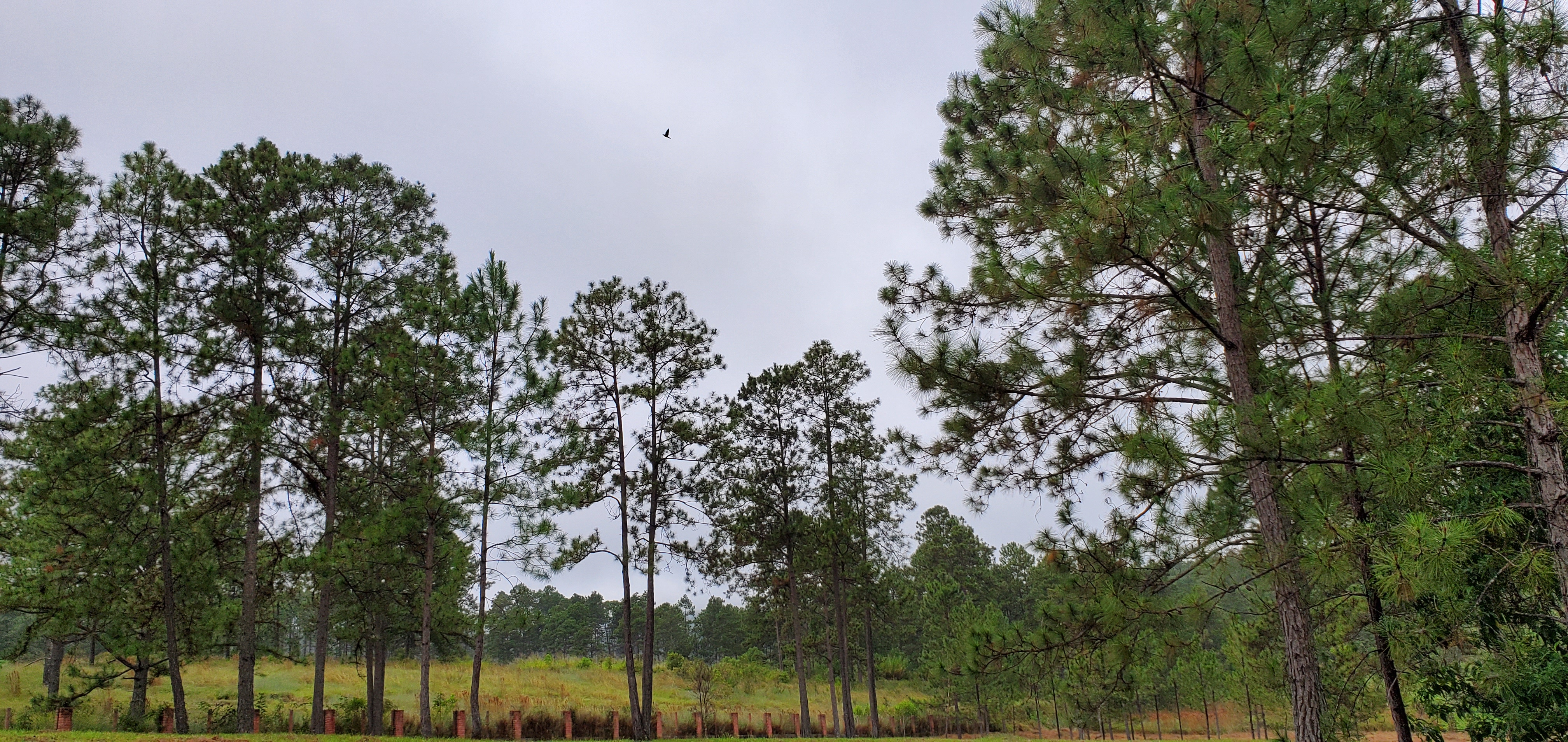
Paysage subtropical en Siguatepeque, Honduras.

Les forêts de feuillus et forêts mixtes tempérées et les forêts de conifères tempérées, présentes à des latitudes plus élevées, s'adaptent aux milieux naturels de la Chine, du Japon et du sud des États-Unis. Les prairies de type pampa, que l'on rencontre en Argentine ou au Texas, s'accommodent aussi de ce climat vers l'intérieur des terres.
La forêt ombrophile somptueuse présente dans le climat tropical s'y rencontre également dans les zones où l'hiver est court et les coups de froid limités : elle se compose de palmiers, magnolias, camphriers, conifères tropicaux mais a reculé sous la pression anthropique. Elle s'accompagne de bambous en Chine, de fougères arborescentes.
L'homme pratique une agriculture diversifiée (coton, riz, canne à sucre, arachide, tabac, etc.). Dans certaines régions comme le sud du Brésil, des variétés spécifiques de blé, maïs et soja ont été créées par l'EMBRAPA  afin de s'adapter au climat subtropical du cerrado.
Comme le climat, la flore allie les influences tropicales et tempérées. Aux États-Unis on peut citer les conifères tropicaux comme les cyprès (cyprès des étangs, cyprès chauve) ou les pins (pin des marais, pin à l'encens), des feuillus comme le pavier rouge, le bouleau noir, le cornouiller à fleurs et diverses espèces de chênes (Quercus stellata, Quercus virginiana). Les palmiers poussent surtout en Floride, même si on les trouve jusqu'en Caroline du Sud (Sabal palmetto, Serenoa repens).

## Localisation
Le climat subtropical humide se rencontre principalement dans les latitudes subtropicales (entre 23° et 35°) sur les façades orientales des continents. Ils sont plus ou moins les pendants des versions chaudes du climat méditerranéen situé sur les façades occidentales.

### Afrique
En Afrique, on retrouve ce type de climat en Afrique du Sud dans la région de Durban mais aussi au sud du Mozambique.
| Mois                              | jan. | fév. | mars | avril | mai  | juin | jui. | août | sep. | oct. | nov. | déc. | année |
| --------------------------------- | ---- | ---- | ---- | ----- | ---- | ---- | ---- | ---- | ---- | ---- | ---- | ---- | ----- |
| Température minimale moyenne (°C) | 20,6 | 20,9 | 19,9 | 17,5  | 14,4 | 11,6 | 11,3 | 12,9 | 15   | 16,8 | 18,2 | 19,8 | 19,8  |
| Température moyenne (°C)          | 24,1 | 24,5 | 23,7 | 21,8  | 19,4 | 17,2 | 16,8 | 17,9 | 19,2 | 20,5 | 21,8 | 23,4 | 23,4  |
| Température maximale moyenne (°C) | 27,7 | 28,1 | 27,6 | 26,1  | 24,4 | 22,9 | 22,4 | 22,9 | 23,5 | 24,2 | 25,4 | 27   | 27    |
| Précipitations (mm)               | 124  | 113  | 125  | 71    | 56   | 30   | 31   | 46   | 64   | 95   | 110  | 110  | 975   |

### Asie
Une particularité du climat en Asie par rapport aux autres continents est l'hiver assez sec. La zone s'étend ainsi du nord du Pakistan jusqu'en Chine (d'où l'appellation de climat chinois), le nord du Viêt Nam, la côte sud de la Corée du Sud et le Japon (grande partie des îles de Honshu, Kyushu et Shikoku). 
En Asie, les hivers sont plutôt secs à cause du vent froid provenant de Sibérie. Ce n'est que dans les bassins du fleuve Bleu et de la rivière des Perles qu'il pleut en suffisance pour être en climat de type Cfa. Les précipitations hivernales et estivales sont par contre semblables dans la mer du Japon. Les précipitations proviennent parfois de typhons. En moyenne, il tombe environ 1 000 mm de précipitations sauf dans certaines régions comme près de l'Himalaya en Asie.
| Mois                     | jan. | fév. | mars | avril | mai | juin | jui. | août | sep. | oct. | nov. | déc. | année |
| ------------------------ | ---- | ---- | ---- | ----- | --- | ---- | ---- | ---- | ---- | ---- | ---- | ---- | ----- |
| Température moyenne (°C) | 3,2  | 4,4  | 8,5  | 14    | 19  | 23   | 27,3 | 27,4 | 22,6 | 17   | 11,3 | 6    | 15,3  |
| Précipitations (mm)      | 43   | 58   | 73   | 79    | 96  | 185  | 125  | 153  | 176  | 39   | 39   | 37   | 1 105 |

### Australie
Le climat se retrouve près des côtes au sud du pays entre Bundaberg (Queensland) et Bega (Nouvelle-Galles du Sud). Les valeurs de précipitations peuvent varier annuellement de 2 000 mm à 1 000 mm. Le gel est très rare dans cette région sauf parfois en altitude. L'extrême nord de la Nouvelle-Zélande (région d'Auckland) est aussi concerné par ce climat.
| Mois                                | jan.  | fév.  | mars  | avril | mai   | juin | jui.  | août  | sep. | oct.  | nov.  | déc.  | année   |
| ----------------------------------- | ----- | ----- | ----- | ----- | ----- | ---- | ----- | ----- | ---- | ----- | ----- | ----- | ------- |
| Température minimale moyenne (°C)   | 20,5  | 20,3  | 18,4  | 15,6  | 12,5  | 9,9  | 8     | 8,4   | 11,5 | 14,8  | 17,2  | 19,3  | 14,7    |
| Température maximale moyenne (°C)   | 30,6  | 30    | 28,9  | 26,9  | 24,2  | 21,6 | 21,3  | 22,6  | 25,4 | 27,3  | 28,2  | 29,6  | 26,4    |
| Record de froid (°C)                | 13,7  | 14,2  | 10,1  | 5,3   | 0,6   | −0,8 | −2,5  | 1,8   | −0,4 | 4,2   | 7,2   | 9,8   | −2,5    |
| Record de chaleur (°C)              | 43,5  | 41,8  | 38,7  | 34,9  | 31,3  | 28,9 | 28,3  | 35,7  | 37,8 | 39,4  | 40,5  | 39,8  | 43,5    |
| Ensoleillement (h)                  | 263,5 | 226   | 232,5 | 234   | 238,7 | 198  | 238,7 | 263,5 | 267  | 266,6 | 264   | 251,1 | 2 943,6 |
| Précipitations (mm)                 | 104,7 | 129,2 | 83,7  | 96,6  | 98,1  | 59,4 | 39,9  | 40,9  | 30,7 | 73,5  | 104,7 | 131,6 | 992,5   |
| Nombre de jours avec précipitations | 10,2  | 11,6  | 11,5  | 9,8   | 10,2  | 7,9  | 6,2   | 6,3   | 6,3  | 8,2   | 10,4  | 11    | 109,6   |

### Amérique du Nord
En Amérique du Nord, la zone climatique se superpose aux États du sud-est des États-Unis. Le nord-est du Mexique appartient aussi à cette zone.
Elle est limitée approximativement par la rivière Ohio au niveau de Louisville (Kentucky) et de Cincinnati où la neige est courante en hiver. Plus au nord, on trouve un climat de type continental humide avec des hivers froids. Enfin, les Appalaches, qui culminent à plus de 2 000 mètres, perturbent le climat subtropical en Géorgie et en Caroline du Nord. La limite sud du climat subtropical est proche de la ville de Miami et de la côte sud du Texas, où commence le climat tropical avec des températures chaudes toute l'année. 
| Mois                                | jan.  | fév.  | mars  | avril | mai   | juin  | jui.  | août  | sep.  | oct.  | nov.  | déc.  | année   |
| ----------------------------------- | ----- | ----- | ----- | ----- | ----- | ----- | ----- | ----- | ----- | ----- | ----- | ----- | ------- |
| Température minimale moyenne (°C)   | 1,2   | 3,2   | 6,8   | 10,8  | 15,7  | 20    | 21,8  | 21,4  | 18,1  | 12,1  | 6,8   | 2,5   | 11,7    |
| Température moyenne (°C)            | 6,4   | 8,6   | 12,6  | 16,7  | 21,3  | 25,2  | 26,9  | 26,4  | 23,1  | 17,4  | 12,3  | 7,5   | 17      |
| Température maximale moyenne (°C)   | 11,5  | 13,9  | 18,3  | 22,7  | 26,8  | 30,5  | 31,9  | 31,3  | 28    | 22,8  | 17,7  | 12,4  | 22,3    |
| Ensoleillement (h)                  | 164,3 | 172,3 | 220,1 | 261   | 288,3 | 285   | 272,8 | 257,3 | 228   | 238,7 | 186   | 164,3 | 2 738,1 |
| Précipitations (mm)                 | 106,7 | 118,6 | 121,9 | 85,3  | 93    | 100,3 | 133,6 | 99,1  | 113,5 | 86,6  | 104,1 | 99,1  | 1 261,9 |
| Nombre de jours avec précipitations | 10,9  | 9,8   | 9,7   | 8,6   | 9,3   | 9,9   | 11,7  | 9,7   | 7,5   | 6,9   | 8,8   | 10,5  | 113,3   |

### Amérique du Sud
En Amérique du Sud, le climat se retrouve à proximité de l'océan Atlantique à l'extrême sud du Brésil (région metropolitaine de São Paulo jusqu'au Rio Grande du Sud), au centre-nord du Paraguay, en Uruguay, et au nord-est de l'Argentine.
| Mois                     | jan. | fév. | mars | avril | mai  | juin | jui. | août | sep. | oct. | nov. | déc. | année |
| ------------------------ | ---- | ---- | ---- | ----- | ---- | ---- | ---- | ---- | ---- | ---- | ---- | ---- | ----- |
| Température moyenne (°C) | 22,2 | 22,4 | 21,7 | 19,8  | 17,4 | 16,3 | 15,8 | 17,1 | 17,9 | 19   | 20,2 | 21,2 | 18,5  |
| Précipitations (mm)      | 290  | 272  | 190  | 88    | 72   | 70   | 57   | 47   | 78   | 140  | 120  | 190  | 1 454 |

### Îlots climatiques

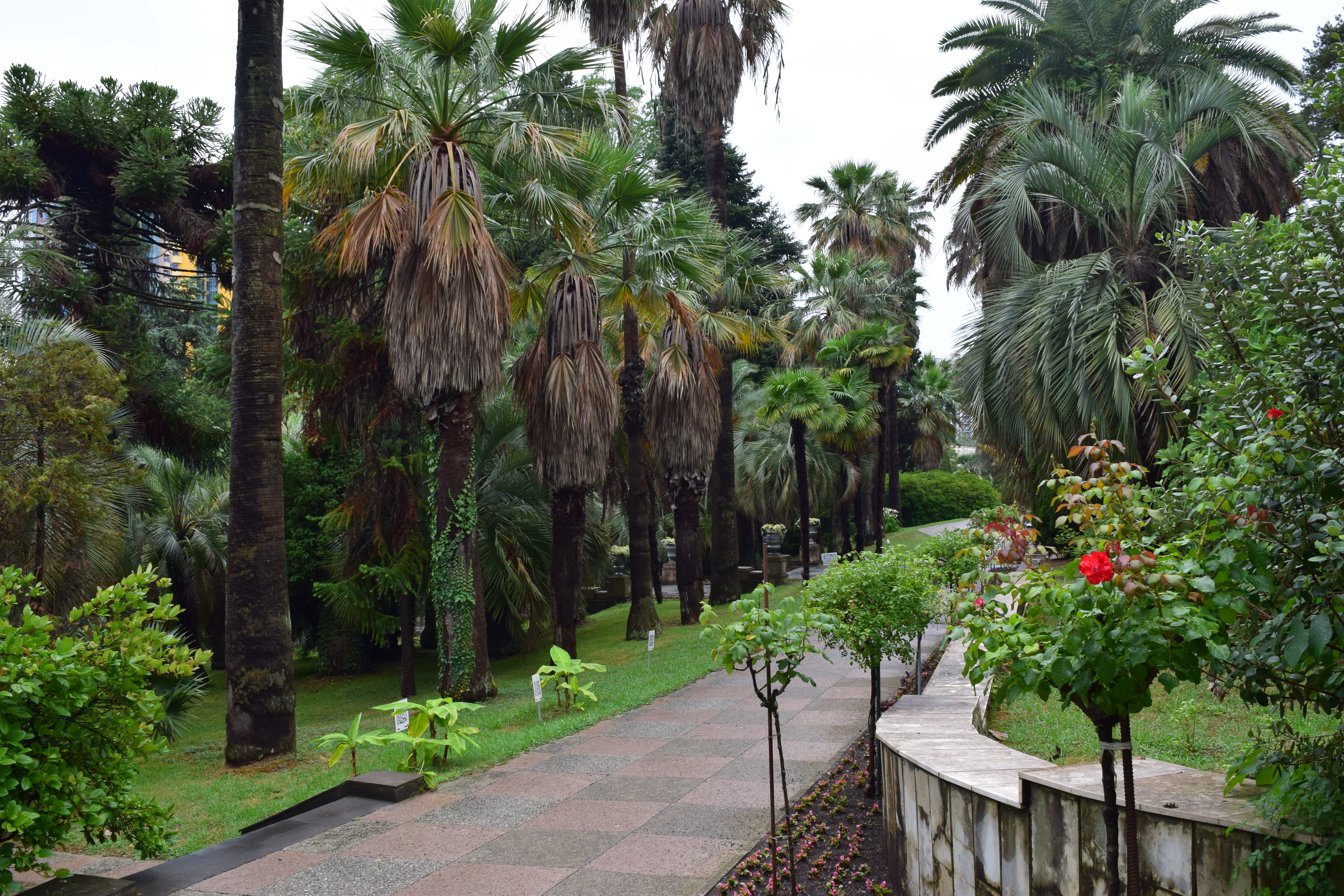
Ville de Sotchi en Russie, avec sa végétation urbaine typique du climat subtropical humide

Dans une certaine mesure, on rencontre un climat semblable dans quelques zones au niveau de la mer Noire (en Turquie, en Géorgie et en Russie notamment à Touapsé et Sotchi) et de la mer Caspienne (en Iran et en Azerbaïdjan) qui bénéficient d'étés plus chauds et plus humides que les régions continentales environnantes. Les environs de Toulouse en France, la moyenne vallée du Rhône, la plaine du Pô dans le nord de l'Italie et le sud du Tessin en Suisse, ainsi que la côte adriatique en Croatie connaissent également un climat de ce type. Dans toutes ces régions le climat subtropical humide n'y est pas très marqué et reste toujours assez proche des limites avec d'autres climats européens, du moins pour le XXe siècle. En général les étés y sont un peu trop chauds pour être de type océanique et trop humides pour être de type méditerranéen, ou, localement, les hivers ne sont pas assez froids pour entrer dans le climat continental à été chaud.
On trouve aussi ce type de climat dans des zones très restreintes (vallées) du Pérou, de la Bolivie et du Chili.
| Mois                              | jan.  | fév.  | mars  | avril | mai   | juin  | jui.  | août  | sep.  | oct.  | nov.  | déc.  | année   |
| --------------------------------- | ----- | ----- | ----- | ----- | ----- | ----- | ----- | ----- | ----- | ----- | ----- | ----- | ------- |
| Température minimale moyenne (°C) | 3,4   | 3,6   | 4,8   | 8,4   | 12,4  | 16,2  | 19,1  | 19,2  | 16,3  | 12,4  | 8,6   | 5,4   | 10,7    |
| Température moyenne (°C)          | 6,3   | 6,6   | 7,9   | 11,6  | 15,8  | 19,9  | 22,2  | 22,2  | 19,4  | 15,4  | 11,6  | 8,3   | 14      |
| Température maximale moyenne (°C) | 10,4  | 10,7  | 11,8  | 15,3  | 19    | 23,2  | 25,3  | 25,6  | 23,3  | 19,6  | 16,2  | 12,7  | 18      |
| Précipitations (mm)               | 216,5 | 172,7 | 147,1 | 101,1 | 102,4 | 128,1 | 135,7 | 182,5 | 220,7 | 272,2 | 249,5 | 242,5 | 2 171,2 |